# Élections fédérales canadiennes de 2019 en Colombie-Britannique
Les élections fédérales canadiennes de 2019 en Colombie-Britannique, comme dans le reste du Canada, ont lieu le 21 octobre 2019. La province est représentée par 42 députés à la Chambre des communes, soit le même nombre que lors des élections fédérales canadiennes de 2015 en Colombie-Britannique.

## Résultats généraux

### Élus
| Circonscriptions                                 | Député sortant | Député sortant         | Député gagnant      | Député gagnant       |
| ------------------------------------------------ | -------------- | ---------------------- | ------------------- | -------------------- |
| Abbotsford                                       |                | Ed Fast                | Ed Fast             | Ed Fast              |
| Burnaby-Nord—Seymour                             |                | Terry Beech            | Terry Beech         | Terry Beech          |
| Burnaby-Sud                                      |                | Jagmeet Singh          | Jagmeet Singh       | Jagmeet Singh        |
| Cariboo—Prince George                            |                | Todd Doherty           | Todd Doherty        | Todd Doherty         |
| Central Okanagan—Similkameen—Nicola              |                | Dan Albas              | Dan Albas           | Dan Albas            |
| Chilliwack—Hope                                  |                | Mark Strahl            | Mark Strahl         | Mark Strahl          |
| Cloverdale—Langley City                          |                | John Aldag             |                     | Tamara Jensen        |
| Coquitlam—Port Coquitlam                         |                | Ron McKinnon           | Ron McKinnon        | Ron McKinnon         |
| Courtenay—Alberni                                |                | Gord Johns             | Gord Johns          | Gord Johns           |
| Cowichan—Malahat—Langford                        |                | Alistair MacGregor     | Alistair MacGregor  | Alistair MacGregor   |
| Delta                                            |                | Carla Qualtrough       | Carla Qualtrough    | Carla Qualtrough     |
| Esquimalt—Saanich—Sooke                          |                | Randall Garrison       | Randall Garrison    | Randall Garrison     |
| Fleetwood—Port Kells                             |                | Ken Hardie             | Ken Hardie          | Ken Hardie           |
| Kamloops—Thompson—Cariboo                        |                | Cathy McLeod           | Cathy McLeod        | Cathy McLeod         |
| Kelowna—Lake Country                             |                | Stephen Fuhr           |                     | Tracy Grey           |
| Kootenay—Columbia                                |                | Wayne Stetski          |                     | Rob Morrison         |
| Langley—Aldergrove                               |                | Mark Warawa ‡          |                     | Tako Van Popta       |
| Mission—Matsqui—Fraser Canyon                    |                | Jati Sidhu             |                     | Brad Vis             |
| Nanaimo—Ladysmith                                |                | Paul Manly             | Paul Manly          | Paul Manly           |
| New Westminster—Burnaby                          |                | Peter Julian           | Peter Julian        | Peter Julian         |
| North Island—Powell River                        |                | Rachel Blaney          | Rachel Blaney       | Rachel Blaney        |
| North Vancouver                                  |                | Jonathan Wilkinson     | Jonathan Wilkinson  | Jonathan Wilkinson   |
| Okanagan-Nord—Shuswap                            |                | Mel Arnold             | Mel Arnold          | Mel Arnold           |
| Okanagan-Sud—Kootenay-Ouest                      |                | Richard Cannings       | Richard Cannings    | Richard Cannings     |
| Pitt Meadows—Maple Ridge                         |                | Dan Ruimy              |                     | Marc Dalton          |
| Port Moody—Coquitlam                             |                | Fin Donnelly ‡         |                     | Nelly Shin           |
| Prince George—Peace River—Northern Rockies       |                | Bob Zimmer             | Bob Zimmer          | Bob Zimmer           |
| Richmond-Centre                                  |                | Alice Wong             | Alice Wong          | Alice Wong           |
| Saanich—Gulf Islands                             |                | Elizabeth May          | Elizabeth May       | Elizabeth May        |
| Skeena—Bulkley Valley                            |                | Nathan Cullen ‡        |                     | Taylor Bachrach      |
| Steveston—Richmond-Est                           |                | Joe Peschisolido       |                     | Kenny Chiu           |
| Surrey-Centre                                    |                | Randeep Singh Sarai    | Randeep Singh Sarai | Randeep Singh Sarai  |
| Surrey-Sud—White Rock                            |                | Gordie Hogg            |                     | Kerry-Lynne Findlay  |
| Surrey—Newton                                    |                | Sukh Dhaliwal          | Sukh Dhaliwal       | Sukh Dhaliwal        |
| Vancouver Granville                              |                | Jody Wilson-Raybould   |                     | Jody Wilson-Raybould |
| Vancouver Kingsway                               |                | Don Davies             | Don Davies          | Don Davies           |
| Vancouver Quadra                                 |                | Joyce Murray           | Joyce Murray        | Joyce Murray         |
| Vancouver-Centre                                 |                | Hedy Fry               | Hedy Fry            | Hedy Fry             |
| Vancouver-Est                                    |                | Jenny Kwan             | Jenny Kwan          | Jenny Kwan           |
| Vancouver-Sud                                    |                | Harjit Sajjan          | Harjit Sajjan       | Harjit Sajjan        |
| Victoria                                         |                | Murray Rankin ‡        |                     | Laurel Collins       |
| West Vancouver—Sunshine Coast—Sea to Sky Country |                | Pamela Goldsmith-Jones |                     | Patrick Weiler       |